# 查約
查約（1472年—1530年），字原博，號毖齋，浙江杭州府海寧縣人，民籍，明朝政治人物。

## 生平
弘治八年（1495年）乙卯科浙江鄉試第四十名舉人，十五年（1502年）中式壬戌科會試第一百三十一名，三甲第一百一十九名進士。正德七年（1512年）八月以南京刑部郎中出為福建按察司僉事，十四年（1519年）平定邵武衛軍士騷亂，升山東副使，嘉靖二年（1523年）五月調江西副使，四年七月升福建布政使司左參政，七年正月升福建左布政使，八年十二月升應天府府尹，九年三月升都察院右副都御史、巡撫山東，未赴任，因囚犯林汝美等人逃獄，出面攔阻被殺。

## 家族
曾祖查宗浩；祖父查實；父查益。嫡母曹氏；繼母王氏；生母孫氏。具慶下。